# Beata Szydło
Beata Maria Kusińska, coniugata Szydło (AFI:[bɛˈata ˈmarja kuˈɕij̃ska], [ˈʂɨdwɔ] · ; Oświęcim, 15 aprile 1963), è una politica polacca, vicepresidente del partito Diritto e Giustizia, vincitrice delle elezioni politiche dell'ottobre 2015, e Primo ministro della Polonia dal 2015 al 2017, ed è stata la prima donna a succedere ad un'altra donna in questa carica.

## Biografia
Nata ad Oświęcim (nota con il nome tedesco Auschwitz) e cresciuta vicino a Brzeszcze, dove suo padre era un minatore, si è laureata in filosofia all'Università Jagellonica di Cracovia nel 1989.

## Carriera politica
Viene eletta sindaco di Brzeszcze all'età di 35 anni. Il 25 settembre 2005 è eletta alla Camera dei deputati come candidata nelle liste di Diritto e Giustizia. Viene rieletta deputato anche nel 2007 e nel 2011.
Nel 2015 dirige la campagna elettorale del candidato di Diritto e Giustizia alle elezioni presidenziali, Andrzej Duda, che viene eletto Presidente della Repubblica. In seguito, alla convention di Diritto e Giustizia del 20 giugno 2015, viene indicata da Jarosław Kaczyński come candidata alla presidenza del Consiglio dei ministri alle elezioni generali dell'autunno seguente, da lei vinte.

## Vita privata
Sposata con Edward Szydło, ha due figli: Tymoteusz (1992), ex sacerdote cattolico, e Błażej (1994), il minore, che ha studiato medicina. È una devota cattolica e dichiara la sua adesione ai valori cristiani conservatori.